# Grand Prix automobile de Belgique 2016
GP précédent GP suivant

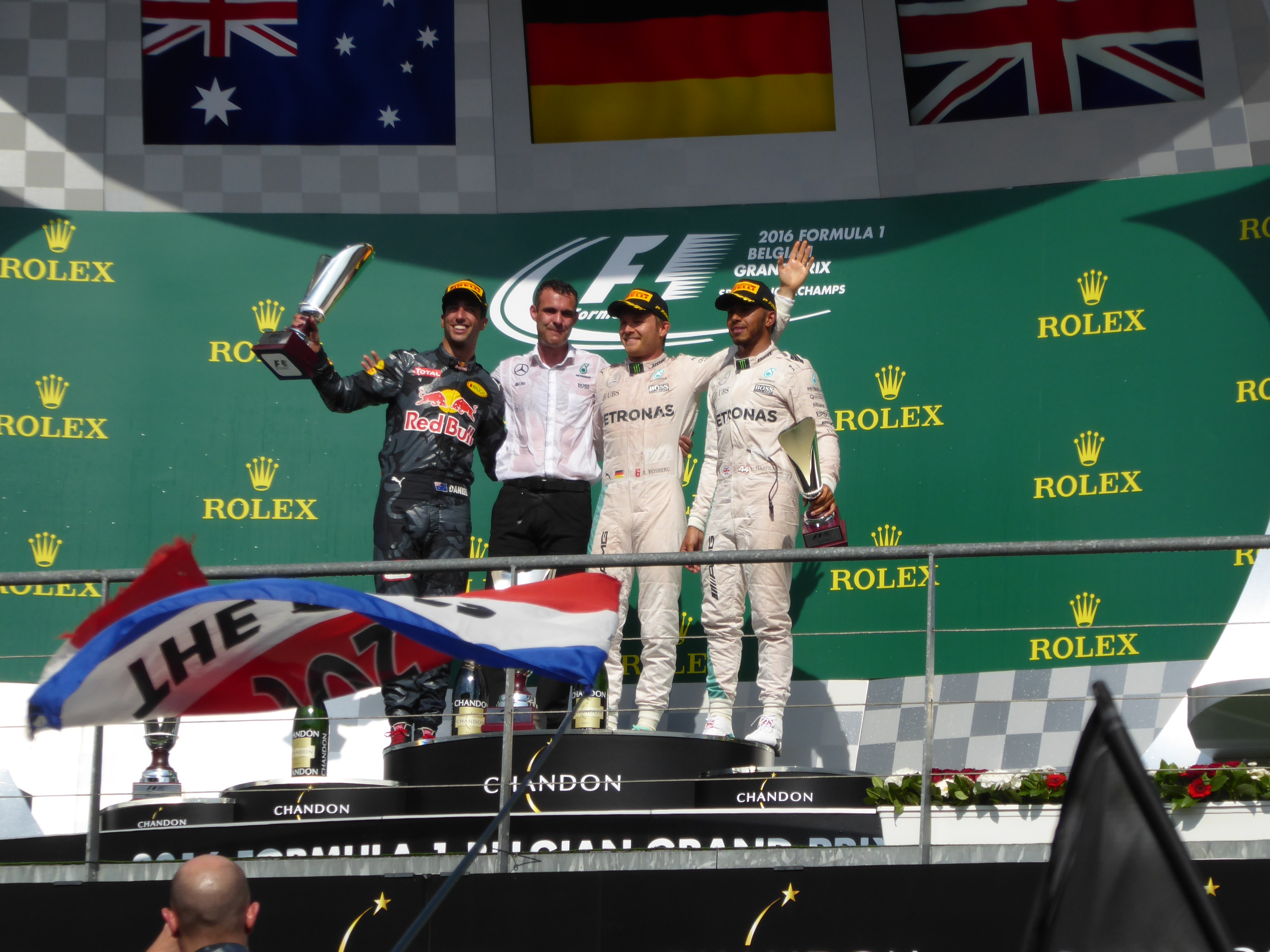
Le podium du Grand Prix.

Le Grand Prix automobile de Belgique 2016 (2016 Formula 1 Belgian Grand Prix), disputé le 28 août 2016 sur le circuit de Spa-Francorchamps, est la 948e épreuve du championnat du monde de Formule 1 courue depuis 1950. Il s'agit de la soixante-et-onzième édition du Grand Prix de Belgique, la soixante-et-unième comptant pour le championnat du monde de Formule 1, et de la treizième manche du championnat 2016.
Alors que son coéquipier Lewis Hamilton, pénalisé d'un recul de 55 places sur la grille de départ pour changements de nombreux composants de son moteur hors quota alloué, ne fait pas plus d'un tour lors de la première phase qualificative et s'élance de la vingt-et-unième place, Nico Rosberg réalise la vingt-huitième pole position de sa carrière, sa sixième de la saison. Avec sa deuxième place en qualifications, à 149 millièmes de seconde, Max Verstappen devient, à 18 ans et 332 jours, le plus jeune pilote en première ligne d'un Grand Prix de Formule 1. Il bat le précédent record de Ricardo Rodríguez qui a tenu 55 ans. À moins d'une seconde de Rosberg, Sebastian Vettel et Kimi Räikkönen occupent la deuxième ligne, Daniel Ricciardo et Sergio Pérez sont sur la troisième, suivis de Nico Hülkenberg et Valtteri Bottas. Fernando Alonso, incapable de boucler un tour en Q1 et lourdement pénalisé pour les mêmes raisons que Hamilton, part de la dernière place ; la dernière ligne cumule ainsi cinq titres de champion du monde. Devant eux, Esteban Ocon, au volant d'une Manor Racing, prend son premier départ en Formule 1.
À l'extinction des feux rouges, Rosberg s'échappe tandis que Verstappen, qui a raté son envol, est débordé par les deux Ferrari ; il tente de reprendre sa place en se faufilant à l'intérieur au freinage de l'épingle de La Source. Vettel, à l'extérieur, serre son coéquipier Räikkönen, pris en sandwich entre ses deux rivaux. Les trois monoplaces abimées après ce triple contact doivent regagner les stands dès la fin du premier tour pour être réparées. Au sixième tour, Kevin Magnussen part en tête-à-queue au sommet du raidillon de l'Eau Rouge et s'écrase violemment dans le mur de pneus ; la course est dès lors interrompue sur drapeau rouge pendant une vingtaine de minutes. Ces péripéties n'empêchent pas Rosberg de mener le Grand Prix de bout en bout pour remporter la vingtième victoire de sa carrière. Derrière lui, la lutte fait rage à tous les étages, Daniel Ricciardo s'installe rapidement en deuxième position et la conserve jusqu'à l'arrivée tandis que la remontée de Lewis Hamilton l'emmène jusqu'au podium, devant les Force India de Hülkenberg et de Pérez, qui réalisent le meilleur résultat collectif de leur écurie. Vettel achève sa course au sixième rang, devant Alonso, Bottas, Räikkönen et Massa qui se partagent les points restants. Max Verstappen qui a drainé une foule considérable à Spa-Francorchamps termine onzième, à la porte des points non sans s'être attiré de nombreuses critiques pour sa manière très agressive de défendre sa position, d'abord au départ puis en course face à Räikkönen.
Hamilton, avec 232 points, ne possède plus désormais que 9 points d'avance sur Rosberg (223 points) au championnat du monde. Ricciardo consolide sa troisième place (151 points) devant Vettel (128 points) et Räikkönen (124 points) passé cinquième. Max Verstappen, resté à 115 points devance Bottas (62 points), Pérez (58 points) et, désormais, Hülkenberg (45 points). Mercedes mène le championnat constructeurs avec 455 points, Red Bull Racing conserve la deuxième place (274 points) devant Ferrari (252 points) ; suivent Force India (103 points) et Williams (101 points) qui précèdent McLaren (48 points), Scuderia Toro Rosso (45 points), Haas (28 points), Renault (6 points) et Manor (1 point).

## Pneus disponibles
| Pneus pour piste sèche | Pneus pour piste sèche | Pneus pour piste sèche | Pneus pluie    | Pneus pluie |
| ---------------------- | ---------------------- | ---------------------- | -------------- | ----------- |
| Super tendres          | Tendres                | Medium                 | Intermédiaires | Pluie       |

## Essais libres

### Première séance, le vendredi de 10 h à 11 h 30
| Pos. | Pilote           | Voiture              | Chrono         | Écart     |
| ---- | ---------------- | -------------------- | -------------- | --------- |
| 1    | Nico Rosberg     | Mercedes             | 1 min 48 s 348 |           |
| 2    | Lewis Hamilton   | Mercedes             | 1 min 49 s 078 | + 0 s 730 |
| 3    | Kimi Räikkönen   | Ferrari              | 1 min 49 s 147 | + 0 s 799 |
| 4    | Sergio Pérez     | Force India-Mercedes | 1 min 49 s 274 | + 0 s 926 |
| 5    | Sebastian Vettel | Ferrari              | 1 min 49 s 768 | + 1 s 420 |
| 6    | Daniel Ricciardo | Red Bull-TAG Heuer   | 1 min 49 s 782 | + 1 s 434 |

### Deuxième séance, le vendredi de 14 h à 15 h 30
| Pos. | Pilote           | Voiture              | Chrono         | Écart     |
| ---- | ---------------- | -------------------- | -------------- | --------- |
| 1    | Max Verstappen   | Red Bull-TAG Heuer   | 1 min 48 s 085 |           |
| 2    | Daniel Ricciardo | Red Bull-TAG Heuer   | 1 min 48 s 341 | + 0 s 256 |
| 3    | Nico Hülkenberg  | Force India-Mercedes | 1 min 48 s 657 | + 0 s 572 |
| 4    | Sebastian Vettel | Ferrari              | 1 min 49 s 023 | + 0 s 938 |
| 5    | Sergio Pérez     | Force India-Mercedes | 1 min 49 s 100 | + 1 s 015 |
| 6    | Nico Rosberg     | Mercedes             | 1 min 49 s 161 | + 1 s 076 |

### Troisième séance, le samedi de 11 h à 12 h
| Pos. | Pilote           | Voiture              | Chrono         | Écart     |
| ---- | ---------------- | -------------------- | -------------- | --------- |
| 1    | Kimi Räikkönen   | Ferrari              | 1 min 47 s 974 |           |
| 2    | Daniel Ricciardo | Red Bull-TAG Heuer   | 1 min 48 s 189 | + 0 s 215 |
| 3    | Sebastian Vettel | Ferrari              | 1 min 48 s 297 | + 0 s 323 |
| 4    | Valtteri Bottas  | Williams-Mercedes    | 1 min 48 s 504 | + 0 s 530 |
| 5    | Lewis Hamilton   | Mercedes             | 1 min 48 s 635 | + 0 s 661 |
| 6    | Nico Hülkenberg  | Force India-Mercedes | 1 min 48 s 739 | + 0 s 765 |

## Séance de qualifications

### Résultats des qualifications
| Pos.                                                                                        | Pilote            | Écurie               | Qualifications 1 | Qualifications 2 | Qualifications 3 |
| ------------------------------------------------------------------------------------------- | ----------------- | -------------------- | ---------------- | ---------------- | ---------------- |
| 1                                                                                           | Nico Rosberg      | Mercedes             | 1 min 48 s 019   | 1 min 46 s 999   | 1 min 46 s 744   |
| 2                                                                                           | Max Verstappen    | Red Bull-TAG Heuer   | 1 min 48 s 407   | 1 min 47 s 163   | 1 min 46 s 893   |
| 3                                                                                           | Kimi Räikkönen    | Ferrari              | 1 min 47 s 912   | 1 min 47 s 664   | 1 min 46 s 910   |
| 4                                                                                           | Sebastian Vettel  | Ferrari              | 1 min 47 s 802   | 1 min 47 s 944   | 1 min 47 s 108   |
| 5                                                                                           | Daniel Ricciardo  | Red Bull-TAG Heuer   | 1 min 48 s 407   | 1 min 48 s 027   | 1 min 47 s 216   |
| 6                                                                                           | Sergio Pérez      | Force India-Mercedes | 1 min 48 s 106   | 1 min 47 s 485   | 1 min 47 s 407   |
| 7                                                                                           | Nico Hülkenberg   | Force India-Mercedes | 1 min 48 s 080   | 1 min 47 s 317   | 1 min 47 s 543   |
| 8                                                                                           | Valtteri Bottas   | Williams-Mercedes    | 1 min 48 s 655   | 1 min 47 s 918   | 1 min 47 s 612   |
| 9                                                                                           | Jenson Button     | McLaren-Honda        | 1 min 48 s 700   | 1 min 48 s 051   | 1 min 48 s 114   |
| 10                                                                                          | Felipe Massa      | Williams-Mercedes    | 1 min 47 s 738   | 1 min 47 s 667   | 1 min 48 s 263   |
| 11                                                                                          | Romain Grosjean   | Haas-Ferrari         | 1 min 48 s 751   | 1 min 48 s 316   |                  |
| 12                                                                                          | Kevin Magnussen   | Renault              | 1 min 48 s 800   | 1 min 48 s 485   |                  |
| 13                                                                                          | Esteban Gutiérrez | Haas-Ferrari         | 1 min 48 s 748   | 1 min 48 s 598   |                  |
| 14                                                                                          | Jolyon Palmer     | Renault              | 1 min 48 s 901   | 1 min 48 s 888   |                  |
| 15                                                                                          | Carlos Sainz Jr.  | Toro Rosso-Ferrari   | 1 min 48 s 876   | 1 min 49 s 038   |                  |
| 16                                                                                          | Pascal Wehrlein   | Manor-Mercedes       | 1 min 48 s 554   | 1 min 49 s 320   |                  |
| 17                                                                                          | Felipe Nasr       | Sauber-Ferrari       | 1 min 48 s 949   |                  |                  |
| 18                                                                                          | Esteban Ocon      | Manor-Mercedes       | 1 min 49 s 050   |                  |                  |
| 19                                                                                          | Daniil Kvyat      | Toro Rosso-Ferrari   | 1 min 49 s 058   |                  |                  |
| 20                                                                                          | Marcus Ericsson   | Sauber-Ferrari       | 1 min 49 s 071   |                  |                  |
| 21                                                                                          | Lewis Hamilton    | Mercedes             | 1 min 50 s 033   |                  |                  |
| Temps minimal à réaliser pour la qualification : 1 min 55 s 279 (107 % de 1 min 47 min 738) |                   |                      |                  |                  |                  |
| Nq.                                                                                         | Fernando Alonso   | McLaren-Honda        | Pas de temps     |                  |                  |

### Grille de départ du Grand Prix
- Esteban Gutiérrez, auteur du treizième temps, est pénalisé d'un recul de cinq places pour avoir gêné Pascal Wehrlein lors de la dernière séance des essais libres ; il part de la dix-huitième place[5].
- Initialement non qualifié, Fernando Alonso est repêché par les commissaires de course et autorisé à prendre le départ depuis la dernière place de la grille. Il est, de plus, pénalisé d'un recul de soixante places après le changement de son moteur thermique, du turbocompresseur, du système MGU-H et du système MGU-K[6].
- Lewis Hamilton, auteur du vingt-et-unième temps, est pénalisé d'un recul de cinquante-cinq places pour une utilisation de nouveaux éléments du groupe propulseur. Du fait de la pénalisation d'Alonso, cette pénalité n'est que symbolique puisqu'il s'élance de la vingt-et-unième place sur la grille[7].
- Marcus Ericsson, auteur du vingtième temps, est pénalisé d'un recul de dix places pour une utilisation de nouveaux éléments du groupe propulseur. Du fait des pénalisations d'Alonso et d'Hamilton, cette pénalisation n'est que symbolique puisqu'il s'élance de la vingtième place[8].

## Course

### Classement de la course
| Pos. | no | Pilote            | Écurie               | Tours | Temps/Abandon                           | Grille | Points |
| ---- | -- | ----------------- | -------------------- | ----- | --------------------------------------- | ------ | ------ |
| 1    | 6  | Nico Rosberg      | Mercedes             | 44    | 1 h 44 min 51 s 058 (176,280 km/h)      | 1      | 25     |
| 2    | 3  | Daniel Ricciardo  | Red Bull-TAG Heuer   | 44    | + 14 s 113                              | 5      | 18     |
| 3    | 44 | Lewis Hamilton    | Mercedes             | 44    | + 27 s 634                              | 21     | 15     |
| 4    | 27 | Nico Hülkenberg   | Force India-Mercedes | 44    | + 35 s 907                              | 7      | 12     |
| 5    | 11 | Sergio Pérez      | Force India-Mercedes | 44    | + 40 s 660                              | 6      | 10     |
| 6    | 5  | Sebastian Vettel  | Ferrari              | 44    | + 45 s 394                              | 4      | 8      |
| 7    | 14 | Fernando Alonso   | McLaren-Honda        | 44    | + 59 s 445                              | 22     | 6      |
| 8    | 77 | Valtteri Bottas   | Williams-Mercedes    | 44    | + 1 min 00 s 151                        | 8      | 4      |
| 9    | 7  | Kimi Räikkönen    | Ferrari              | 44    | + 1 min 01 s 109                        | 3      | 2      |
| 10   | 19 | Felipe Massa      | Williams-Mercedes    | 44    | + 1 min 05 s 873                        | 10     | 1      |
| 11   | 33 | Max Verstappen    | Red Bull-TAG Heuer   | 44    | + 1 min 11 s 138                        | 2      |        |
| 12   | 21 | Esteban Gutiérrez | Haas-Ferrari         | 44    | + 1 min 13 s 877                        | 18     |        |
| 13   | 8  | Romain Grosjean   | Haas-Ferrari         | 44    | + 1 min 16 s 474                        | 11     |        |
| 14   | 26 | Daniil Kvyat      | Toro Rosso-Ferrari   | 44    | + 1 min 27 s 097                        | 19     |        |
| 15   | 30 | Jolyon Palmer     | Renault              | 44    | + 1 min 33 s 165                        | 13     |        |
| 16   | 31 | Esteban Ocon      | MRT-Mercedes         | 43    | + 1 tour                                | 17     |        |
| 17   | 12 | Felipe Nasr       | Sauber-Ferrari       | 43    | + 1 tour                                | 16     |        |
| Abd. | 20 | Kevin Magnussen   | Renault              | 5     | Accident                                | 12     |        |
| Abd. | 9  | Marcus Ericsson   | Sauber-Ferrari       | 3     | Boîte de vitesses                       | 20     |        |
| Abd. | 55 | Carlos Sainz Jr.  | Toro Rosso-Ferrari   | 1     | Crevaison et casse de l'aileron arrière | 14     |        |
| Abd. | 22 | Jenson Button     | McLaren-Honda        | 1     | Accrochage                              | 9      |        |
| Abd. | 94 | Pascal Wehrlein   | Manor-Mercedes       | 0     | Accrochage                              | 15     |        |

### Pole position et record du tour
- Pole position :  Nico Rosberg (Mercedes) en 1 min 46 s 744 (236,214 km/h)[10].
- Meilleur tour en course :  Lewis Hamilton (Mercedes) en 1 min 51 s 583 (225,970 km/h) au quarantième tour[11].

### Tours en tête
- Nico Rosberg : 44 tours (1-44)[12].

## Classements généraux à l'issue de la course
| Pos. | Pilote            | Écurie               | Points |
| ---- | ----------------- | -------------------- | ------ |
| 1er  | Lewis Hamilton    | Mercedes             | 232    |
| 2    | Nico Rosberg      | Mercedes             | 223    |
| 3    | Daniel Ricciardo  | Red Bull-TAG Heuer   | 151    |
| 4    | Sebastian Vettel  | Ferrari              | 128    |
| 5    | Kimi Räikkönen    | Ferrari              | 124    |
| 6    | Max Verstappen    | Red Bull-TAG Heuer   | 115    |
| 7    | Valtteri Bottas   | Williams-Mercedes    | 62     |
| 8    | Sergio Pérez      | Force India-Mercedes | 58     |
| 9    | Nico Hülkenberg   | Force India-Mercedes | 45     |
| 10   | Felipe Massa      | Williams-Mercedes    | 39     |
| 11   | Fernando Alonso   | McLaren-Honda        | 30     |
| 12   | Carlos Sainz Jr.  | Toro Rosso-Ferrari   | 30     |
| 13   | Romain Grosjean   | Haas-Ferrari         | 28     |
| 14   | Daniil Kvyat      | Toro Rosso-Ferrari   | 23     |
| 15   | Jenson Button     | McLaren-Honda        | 17     |
| 16   | Kevin Magnussen   | Renault              | 6      |
| 17   | Stoffel Vandoorne | McLaren-Honda        | 1      |
| 18   | Pascal Wehrlein   | Manor-Mercedes       | 1      |

| Pos. | Écurie               | Points |
| ---- | -------------------- | ------ |
| 1er  | Mercedes             | 455    |
| 2    | Red Bull-TAG Heuer   | 274    |
| 3    | Ferrari              | 252    |
| 4    | Force India-Mercedes | 103    |
| 5    | Williams-Mercedes    | 101    |
| 6    | McLaren-Honda        | 48     |
| 7    | Toro Rosso-Ferrari   | 45     |
| 8    | Haas-Ferrari         | 28     |
| 9    | Renault              | 6      |
| 10   | Manor-Mercedes       | 1      |

## Statistiques
Le Grand Prix de Belgique représente :
- la 28e pole position de Nico Rosberg[15] ;
- la 20e victoire de Nico Rosberg[16] ;
- le 7e Grand Prix mené de bout en bout pour Nico Rosberg[17] ;
- la 57e victoire de Mercedes en tant que constructeur[18] ;
- la 143e victoire de Mercedes en tant que motoriste[19] ;
- le 1er départ en Grand Prix d'Esteban Ocon[20].

Au cours de ce Grand Prix :
- Avec une deuxième place en qualifications, Max Verstappen devient, à 18 ans et 332 jours, le plus jeune pilote en première ligne d'un Grand Prix de Formule 1. Il bat le précédent record, vieux de 55 ans, détenu par Ricardo Rodríguez qui s'était qualifié deuxième du Grand Prix automobile d'Italie 1961 à 19 ans et 208 jours[21],[22] ;
- Daniel Ricciardo passe la barre des 500 points inscrits en Formule 1 (511 points)[23] ;
- Lewis Hamilton est élu « Pilote du jour » lors d'un vote organisé sur le site officiel de la Formule 1[24] ;
- Danny Sullivan (15 Grands Prix chez Tyrrell Racing en 1983 (2 points), second de la Race of champions 1983, vainqueur des 500 miles d'Indianapolis 1985 et champion CART 1988) est nommé conseiller des commissaires de course[25].